# Benevidesia
Benevidesia é um género botânico pertencente à família Melastomataceae.